# 綺靡
綺靡（1990年1月2日—），本名陳綺靡，越南女歌手。

## 人物簡介
1990年出生於同奈省隆慶市社，現工作於胡志明市。綺靡自小有較強的調動聲音和處理音樂的才能，2007年在學校歌唱比賽即獲得一等獎。2013年，綺靡參加真人秀節目百變大咖秀 (第一季)並奪得冠軍，一舉獲得更高的知名度。

## 代表作品
綺靡的代表作品有《Vì sao》、《Hạt cát》、《Đôi cánh》、《Người Yêu Cũ》、《Xuân tình yêu》、《Góc nhỏ trong tim》等。

## 資料來源與註釋
1. ↑  Gương Mặt Thân Quen. .   [2021-01-02]. （原始内容存档于2014-04-24）.
2. ↑  VTV Online. .   [2021-01-02]. （原始内容存档于2014-07-02）.

## 外部連結
- 綺靡的Facebook專頁